# LightingEurope
LightingEurope és una associació industrial que representa la indústria de la il·luminació a Europa. LightingEurope està formada per més de 1000 empreses d'il·luminació i ocupa a més de 100.000 persones a Europa. La seva seu està a Brussel·les, Bèlgica.

## Objectius
La missió de LightingEurope és de promocionar i defensar la indústria de la il·luminació europea a Brussel·les. Alhora també estan involucrats a promoure la eficiència energètica per a aconseguir un benefici ambiental global. Finalment també es busca un major confort, salut i seguretat d'utilització de cara l'usuari o consumidor.
Àrees d'interès :
- L'edificació (il·luminació a base de LEDs).
- Sistemes d'il·luminació intel·ligent.
- Il·luminació centrada a l'usuari.
- Economia circular.